# Utrechts Schisma (15e eeuw)

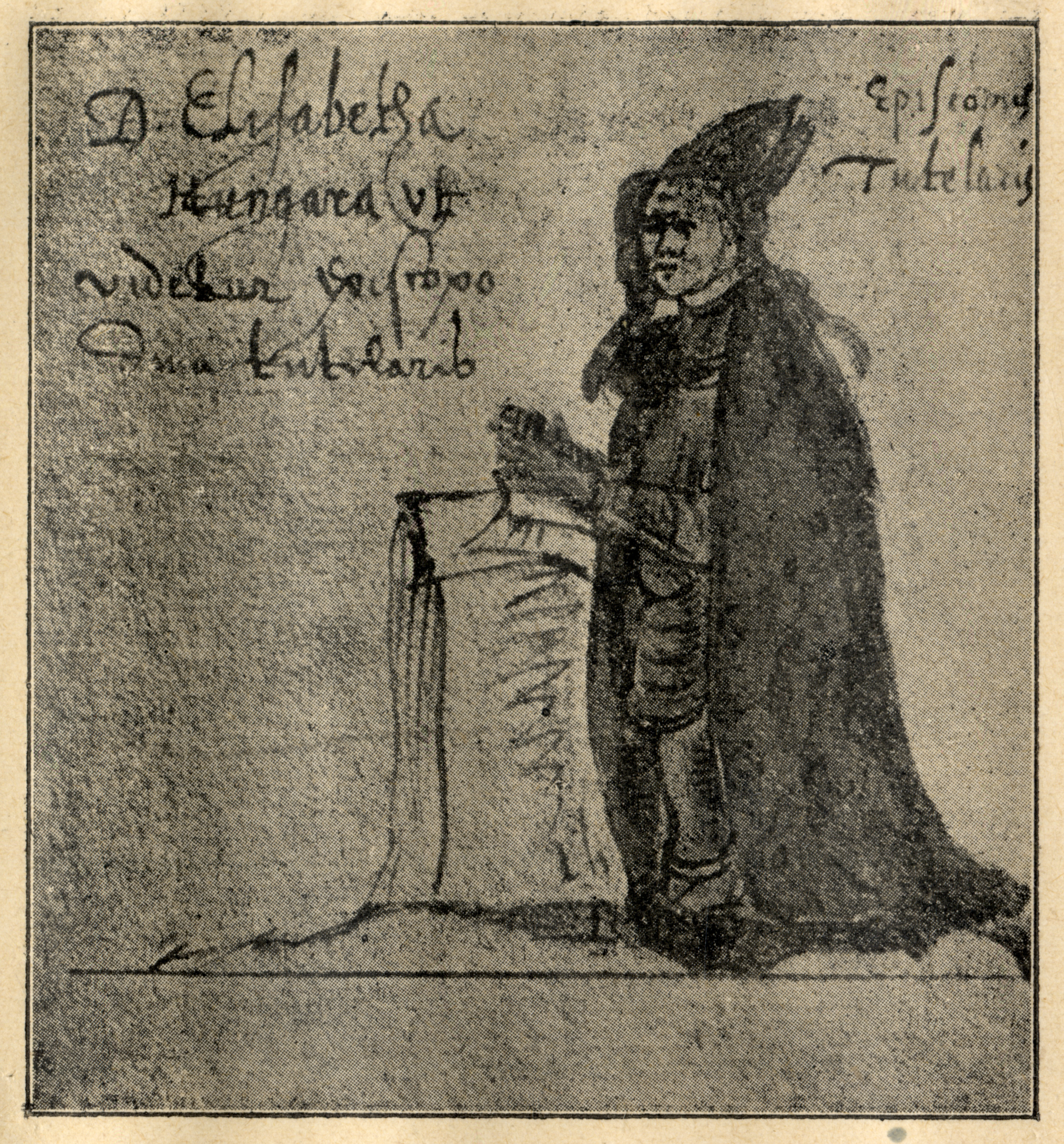
portret van Rudolf van Diepholt, bisschop van Utrecht (1433-1455).

Het Utrechts Schisma was tussen 1423 en 1449 een crisis in het Sticht Utrecht waarin grote verdeeldheid heerste over wie de rechtmatige prins-bisschop van Utrecht was. De opvolgingsstrijd spitste zich toe op Zweder van Culemborg en diens verre achterneef en broer van de aartsbisschop van Keulen Walraven van Meurs aan de ene kant, en aan de andere kant Rudolf van Diepholt. Het conflict werd vermengd met de reeds bestaande Utrechtse partijstrijd tussen de Lichtenbergers en Lokhorsten (tot 1413 Gunterlingen genoemd) en met de in Holland woedende Hoekse en Kabeljauwse twisten. Soms wordt het Utrechts Schisma reeds in 1429 als beëindigd beschouwd.

## Achtergrond
Bij het Concordaat van Worms (1122) was vastgelegd dat bisschoppen in het Heilige Roomse Rijk, waartoe het Sticht Utrecht behoorde, door kapittels dienden te worden gekozen en niet meer door de keizer benoemd, zoals sinds de invoering van het rijkskerkenstelsel tot de Investituurstrijd gebruikelijk was. Vanaf begin 13e eeuw verloren de meeste kapittels hun stem en mochten alleen de kathedrale kapittels nog de bisschop kiezen, maar in Utrecht behielden naast de Dom van Utrecht ook de kapittels van de Oudmunsterkerk, de Sint-Pieterskerk, de Sint-Janskerk en Sint-Mariakerk hun stemrecht. Deze vijf kapittels maakten deel uit van de Staten van het Nedersticht en hadden dus ook invloed op het landsbestuur. Elk kapittel werd gevormd door een aantal kanunniken; in het geval van Sint Jan waren dat er twintig. In theorie waren deze kanunniken vrij in hun bisschopskeuze, maar in de praktijk stonden zij onder invloed (door bijvoorbeeld omkoping of chantage) van naburige landsheren, met name de graaf van Holland, de graaf en later hertog van Gelre en uiteindelijk ook de hertog van Bourgondië, om een door hen naar voren geschoven bisschopskandidaat te kiezen. Omdat de uiteindelijke winnaar meestal al op leeftijd was en daarom ook al relatief snel weer overleed, vonden er in het Sticht Utrecht veel vaker machtswisselingen plaats dan in de gewesten eromheen, waar door het principe van erfopvolging een overleden graaf of hertog vaak werd opgevolgd door zijn veel jongere zoon. Bovendien probeerden de pausen vanaf de 14e eeuw steeds vaker de kapittels buitenspel te zetten door hun keuzes te negeren en voor zichzelf het exclusieve recht om bisschoppen te benoemen op te eisen.

## Verloop

### Bisschopsverkiezing (1423–1425)
Na de dood van de Utrechtse prins-bisschop Frederik van Blankenheim op 9 oktober 1423, brak een strijd los rond zijn opvolging. De volgende dag werden er boden uitgezonden naar de naburige vorstendommen met de boodschap dat de Utrechtse bisschopsstoel leeg was geworden en er een opvolger werd gezocht, terwijl de vijf kapittels samen vergaderden over de datum van de verkiezing. Aanvankelijk waren het Domkapittel enerzijds en de vier andere kapittels anderzijds het niet eens, maar op 16 oktober schikte het Domkapittel zich en kwamen zij overeen om de verkiezing op 9 november te houden. Intussen kwamen allerlei vorsten met hun gevolg samen in de stad Utrecht om hun kandidaten te presenteren, waarna ze de stad volgens besluit van de magistraat weer dienden te verlaten om de druk van de belanghebbenden op de stemgerechtigden te verminderen.
- De aartsbisschop van Keulen nomineerde zijn broer Walraven van Meurs[6]
- De prins-bisschop van Luik nomineerde Jan van Buren, proost van Aken[6]
- De bisschop van Münster nomineerde zijn neef Albrecht van Hoya[6]
- Hertog Adolf van Gulik-Berg nomineerde Gerhard van Kleef[6] (broer van de hertog van Kleef?)
- De hertog van Kleef nomineerde zijn familielid Rudolf van Diepholt, kanunnik te Keulen en domproost van Osnabrück[6]
- Zweder van Culemborg, domproost van Utrecht, werd gesteund door zijn familielid Arnold van Egmont,[2] die op dat moment de Tweede Gelderse Successieoorlog uitvocht met hertog Adolf van Gulik-Berg over wie de hertog van Gelre zou worden, die Arnold uiteindelijk won.

De heersende Lichtenbergers en Hoeken schaarden zich achter Rudolf; hij kreeg de steun van de zes Stichtse hoofdsteden (Utrecht, Amersfoort, Deventer, Kampen, Zwolle en Groningen) en de ridderschap en bijgevolg de meerderheid van de stemmen van de kapittels. De Lokhorsten hadden partij gekozen voor Zweder van Culemborg, maar hij en zijn broer Walraven van Meurs haalden te weinig stemmen. Paus Martinus V was zeer ontevreden over de keuze voor Rudolf, negeerde deze en beoogde in plaats daarvan Rhabanus van Helmstatt, de bisschop van Spiers, als kandidaat en benoemde hem op 7 juli 1424 tot bisschop van Utrecht. Rhabanus zelf had daar eigenlijk geen zin in: hij was al bejaard en wist dat Rudolf de steun van de meeste Stichters genoot en inmiddels ook de meeste steden en forten in het Sticht handen had, zodat er een flinke oorlog gevoerd zou moeten worden om het bisdom te verzekeren. Zweder, die aanvankelijk de verkiezing van Rudolf had aanvaard, maakte hiervan gebruik door bij Rhabanus en de paus erop aan te dringen om in plaats van Rhabanus te worden benoemd. Rhabanus ging akkoord en trok zich terug, waarna de paus in 1425 Zweder, die het Pauselijk Hof 4000 dukaten betaalde, tot bisschop benoemde.

### Stadsgevechten in Utrecht (1425–1426)

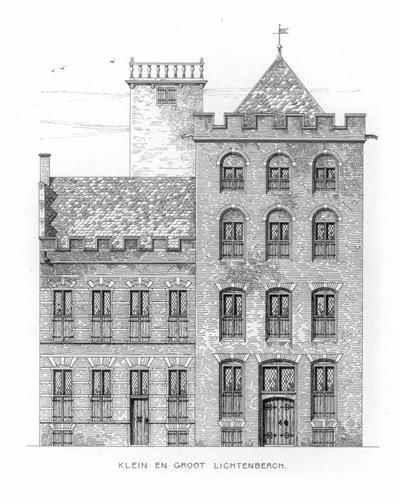
De huizen Klein en Groot Lichtenberg in Utrecht-Centrum in de middeleeuwen.

De Staten van het Oversticht verzetten zich heftig tegen de benoeming van Zweder en bleven Rudolf trouw, die zich daarop in het Oversticht vestigde. De Staten van het Nedersticht weifelden echter om rebels te blijven tegen Rome en op 20 juli 1425 lieten ze de procurator van Zweder de stad binnen, terwijl het Generaal-Kapittel verklaarde de pauselijke brieven ten gunste van Zweder te gehoorzamen. Zweder liet Rhenen en Amersfoort bezetten en kondigde aan op 21 augustus zich in de stad Utrecht te willen laten inhuldigen; daarvoor deed hij mooie beloften aan de Raad, die meewerkte. In die tijd waren in Utrecht de factie van de Lichtenbergers tezamen met de Proysen en Hoekse edelen de leidende partij; zij hadden de kant van Rudolf gekozen. Hun politieke tegenstanders, de Lokhorsten, waren verbannen uit de stad, en leden uit de machtige Utrechtse gilden kozen partij in de bestuurlijke verdeeldheid. De Lokhorsten, Kabeljauwse edelen, Bourgondië en Gelre vormden het kamp van Zweder.
Tijdens zijn inhuldiging op 21 augustus 1425 liet Zweder van Culemborg enige verbannen Lokhorsten weer toe in de stad, zoals afgesproken met de Raad, maar er was één Lokhorster meegekomen die de Raad expliciet had uitgezonderd van de amnestieregeling. De stadsraad liet deze man meteen arresteren, tot woede van de Lokhorsten. Na dit incident bestormden de Lokhorsten 's avonds de gevangenis en bevrijdden hun gearresteerde partijgenoot. Vervolgens besloten de in euforie verkerende Lokhorsten, waarschijnlijk met toestemming van Zweder, hun oude vete met de Lichtenbergers die nacht te beslechten. Onder meer de Utrechtse burgemeester Beernt Proys, een Lichtenberger, liet die avond het leven toen hij door Lokhorstse slagers thuis ziek in bed werd vermoord. Dezelfde dag werden andere Lichtenbergers vermoord of uit de stad verdreven, terwijl hun huizen werden geplunderd.
Een jaar later, in 1426, wist een aantal Lichtenbergse edelen en inwoners verkleed als monnik de stadspoorten binnen te komen. De Lokhorsten inclusief de slagers stonden gewapend opgesteld bij wat nu de Stadhuisbrug is, maar werden verslagen door de Lichtenbergers die hen over de stadsmuren wegjoegen. Zweder van Culemborg werd vervolgens de stad uitgejaagd, waarna Rudolf van Diepholt terugkeerde uit Oversticht en zijn intrek nam in Utrecht, waar de Lichtenbergers/Proysen weer de leidende factie werden.

### Gelderse militaire interventie (1426–1429)
De Geldersen bezetten Amersfoort voor Zweder (een familielid van de Gelderse hertog Arnold van Egmont), maar Rudolf heroverde de stad al snel. Zweder moest zich uit Nedersticht terugtrekken naar Arnhem. Rudolfs troepen plunderden daarop de Veluwe, waarop de Geldersen als wraak Amerongen en de omgeving platbrandden. Rudolf versloeg de Geldersen bij Maurik en sloeg daarna het beleg voor Tiel, zonder succes. In 1428 werd er een wapenstilstand gesloten en in 1429 sloot Gelre vrede met Rudolf; Arnold had zelf nog de handen vol aan zijn oorlog tegen Gulik–Berg. Nadat Gelre zich terugtrok uit het conflict had Rudolf militair eigenlijk al de overwinning behaald, al bleef er nog 20 jaar een diplomatiek conflict voortbestaan.

### Diplomatieke afwikkeling (1429–1449)
De afwijzing van een door de paus benoemde bisschop leidde tot diverse kerkelijke strafmaatregelen die ingrepen op onder meer de stad Utrecht. Het werd onder andere verboden om in de stad nog bepaalde doop- of trouwrituelen uit te voeren, maar daar hield men zich in de stad niet aan. Diverse Romegetrouwe kloosterlingen ontvluchtten vanaf 1427 tevens de stad. Paus Martinus V overleed in 1431; Rudolf van Diepholt werd in 1432 officieel door zijn opvolger paus Eugenius IV als bisschop erkend. Zweder kon weinig meer uitrichten; hij had zich teruggetrokken naar Overijssel en werd als schrale troost door Eugenius benoemd tot 'titulair' bisschop van Caesarea (een verwoeste stad in het Heilig Land die de kruisvaarders al twee eeuwen eerder hadden verloren). Het Concilie van Bazel kwam echter in conflict met Eugenius en bleef Zweder erkennen; na diens dood in 1433 benoemden deze geestelijken Zweders broer Walraven van Meurs als nieuwe bisschop. Het conflict tussen Eugenius en het Concilie escaleerde zodanig dat de laatste in 1439 Tegenpaus Felix V verkozen, die hun keuze voor Walraven bevestigde. Walraven slaagde er echter nooit in om zijn claims te bewerkstelligen en zag er uiteindelijk vanaf. Het Utrechts Schisma eindigde rond 1449 toen Walraven van Meurs zijn claim op de bisschopszetel opgaf en Rudolf van Diepholt in eensgezindheid werd geaccepteerd als bisschop.

## Nasleep
Toen de broer van Walraven, de Münsterse prins-bisschop Hendrik II van Meurs overleed op 2 juni 1450, stelde Walraven zich kandidaat, terwijl Rudolf zijn neef Koenraad van Diepholt nomineerde. Walraven werd gekozen en was daarmee tevreden genoeg om het bisdom Utrecht te laten gaan. Een andere kandidaat, Erik van Hoya, kon zijn verlies echter niet aanvaarden en verklaarde Walraven de oorlog, waarop de Münsterse Stichtsvete (1450–1457) uitbrak. Hieraan zouden ook Walraven en Rudolf weer deelnemen.
Toen Rudolf in 1455 overleed, werd Gijsbrecht van Brederode tot zijn opvolger als prins-bisschop van Utrecht gekozen, maar omdat de Bourgondische hertog Filips de Goede per se wilde dat zijn bastaardzoon David van Bourgondië bisschop werd, kwam het tot de Utrechtse Oorlog (1456-1458).